# Cicadàcies
Les cicadàcies (Cycadaceae) són una família de gimnospermes de la divisió Cycadophyta. Només té un gènere actual, Cycas. Inclou unes 95 espècies externament semblants a les palmeres amb les que no estan relacionades. L'espècie més coneguda, ja que es tracta d'una planta ornamental molt utilitzada, és Cycas revoluta. El nom del gènere prové del grec Koikas, i significa 'una mena de palmera'.
Són plantes dioiques, i la família cicadàcia és l'única entre la divisió Cycadophyta que no forma conus en les plantes femella.
Són plantes considerades fòssils vivents; el gènere es troba des del Cenozoic i n'hi ha de similars des del Mesozoic. Cycas no està estretament relacionat amb altres gèneres de la divisió Cycadophyta.

## Distribució
El gènere és originari del vell món, i les espècies es concentren al voltant de les regions equatorials: les Filipines té 10 espècies, 9 d'endèmiques, Austràlia en té 26 i Indoxina 30. L'espècie que es troba més al nord és C. revoluta, que arriba als 31°N al Japó, i la que arriba més al sud és C. megacarpa, que es troba a 26°S a Austràlia.

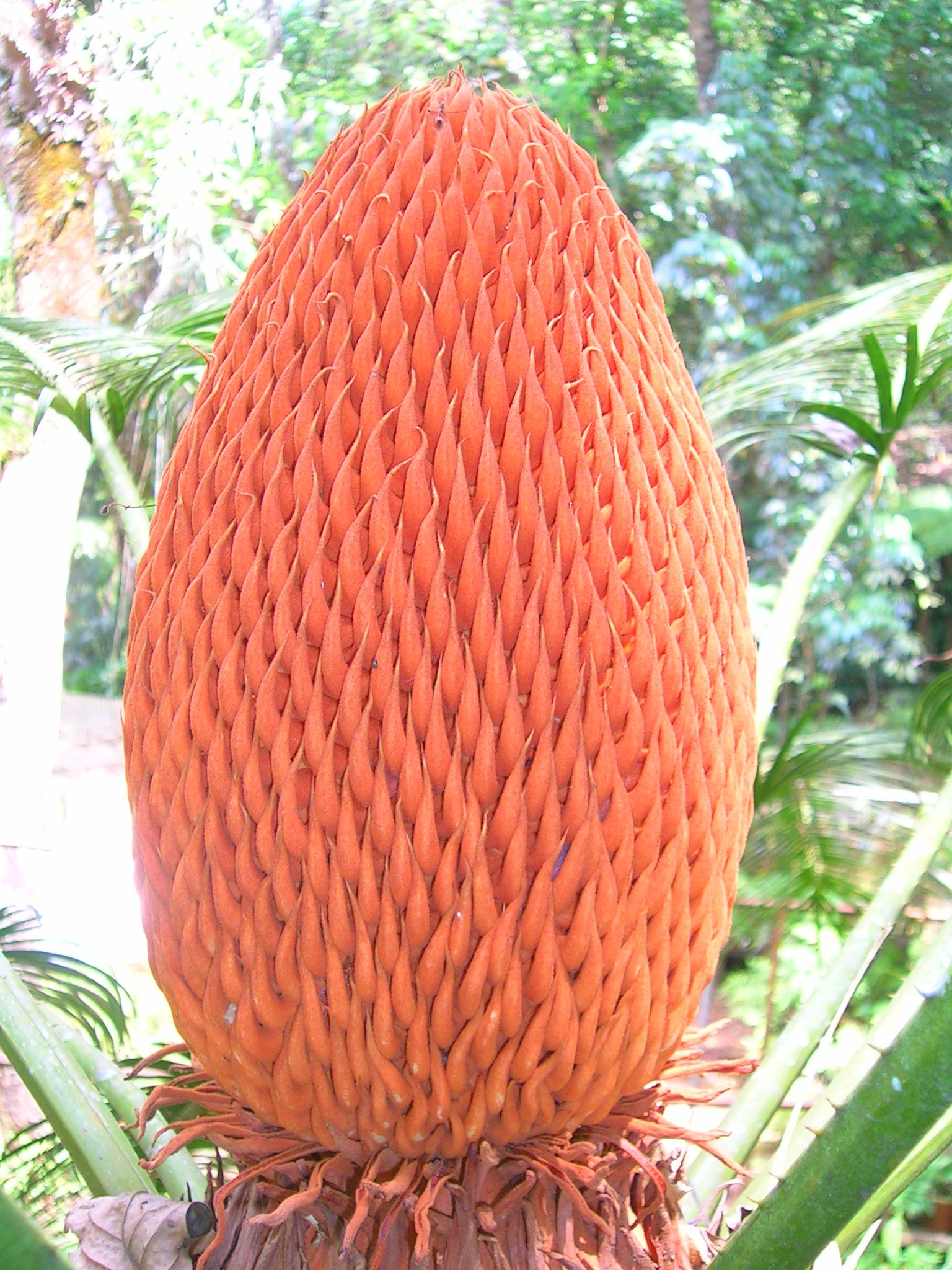
Conus masculí de Cycas circinalis

## Espècies
Dins del gènere Cycas es reconeixen les 117 espècies següents:
- Cycas aculeata K.D.Hill & H.T.Nguyen
- Cycas aenigma K.D.Hill & A.Lindstr.
- Cycas angulata R.Br.
- Cycas annaikalensis Rita Singh & P.Radha
- Cycas apoa K.D.Hill
- Cycas arenicola K.D.Hill
- Cycas armstrongii Miq.
- Cycas arnhemica K.D.Hill
- Cycas badensis K.D.Hill
- Cycas balansae Warb.
- Cycas basaltica C.A.Gardner
- Cycas beddomei Dyer
- Cycas bifida (Dyer) K.D.Hill
- Cycas bougainvilleana K.D.Hill
- Cycas brachycantha K.D.Hill, H.T.Nguyen & P.K.Lôc
- Cycas brunnea K.D.Hill
- Cycas cairnsiana F.Muell.
- Cycas calcicola Maconochie
- Cycas campestris K.D.Hill
- Cycas canalis K.D.Hill
- Cycas candida K.D.Hill
- Cycas cantafolia Jutta, K.L.Chew & Saw
- Cycas chamaoensis K.D.Hill
- Cycas changjiangensis N.Liu
- Cycas chenii X.Gong & Wei Zhou
- Cycas chevalieri Leandri
- Cycas circinalis L.
- Cycas clivicola K.D.Hill
- Cycas collina K.D.Hill, H.T.Nguyen & P.K.Lôc
- Cycas condaoensis K.D.Hill & S.L.Yang
- Cycas conferta Chirgwin
- Cycas couttsiana K.D.Hill
- Cycas cupida P.I.Forst.
- Cycas curranii (J.Schust.) K.D.Hill
- Cycas darshii R.C.Srivast. & Jana
- Cycas debaoensis Y.C.Zhong & C.J.Chen
- Cycas desolata P.I.Forst.
- Cycas dharmrajii L.J.Singh
- Cycas diannanensis Z.T.Guan & G.D.Tao
- Cycas distans P.I.Forst. & B.Gray
- Cycas divyadarshanii Khuraijam & Rita Singh
- Cycas dolichophylla K.D.Hill, H.T.Nguyen & P.K.Lôc
- Cycas edentata de Laub.
- Cycas elephantipes A.Lindstr. & K.D.Hill
- Cycas elongata (Leandri) D.Y.Wang
- Cycas falcata K.D.Hill
- Cycas ferruginea F.N.Wei
- Cycas flabellata Agoo, Madulid & J.R.Callado
- Cycas fugax K.D.Hill, H.T.Nguyen & P.K.Lôc
- Cycas furfuracea W.Fitzg.
- Cycas glauca Miq.
- Cycas guizhouensis K.M.Lan & R.F.Zou
- Cycas hoabinhensis L.K.Phan & H.T.Nguyen
- Cycas hongheensis S.Y.Yang & S.L.Yang
- Cycas indica A.Lindstr. & K.D.Hill
- Cycas inermis Lour.
- Cycas javana (Miq.) de Laub.
- Cycas lacrimans A.Lindstr. & K.D.Hill
- Cycas lane-poolei C.A.Gardner
- Cycas laotica T.H.Nguyên & K.S.Nguyen
- Cycas lindstromii S.L.Yang, K.D.Hill & Hiep
- Cycas × longipetiolula D.Y.Wang
- Cycas maconochiei Chirgwin & K.D.Hill
- Cycas macrocarpa Griff.
- Cycas media R.Br.
- Cycas megacarpa K.D.Hill
- Cycas micholitzii Dyer
- Cycas micronesica K.D.Hill
- Cycas mindanaensis Agoo, Madulid & J.R.Callado
- Cycas montana A.Lindstr. & K.D.Hill
- Cycas × multifrondis D.Y.Wang
- Cycas multipinnata C.J.Chen & S.Y.Yang
- Cycas nathorstii J.Schust.
- Cycas nayagarhensis Rita Singh, P.Radha & Khuraijam
- Cycas nitida K.D.Hill & A.Lindstr.
- Cycas nongnoochiae K.D.Hill
- Cycas ophiolitica K.D.Hill
- Cycas orientis K.D.Hill
- Cycas orixensis (Haines) Rita Singh & Khuraijam
- Cycas pachypoda K.D.Hill
- Cycas panzhihuaensis L.Zhou & S.Y.Yang
- Cycas papuana F.Muell.
- Cycas pectinata Buch.-Ham.
- Cycas petraea A.Lindstr. & K.D.Hill
- Cycas platyphylla K.D.Hill
- Cycas pranburiensis S.L.Yang, W.Tang, K.D.Hill & P.Vatcharakorn
- Cycas pruinosa Maconochie
- Cycas pschannae R.C.Srivast. & L.J.Singh
- Cycas revoluta Thunb.
- Cycas riuminiana M.Porte ex Regel
- Cycas rumphii Miq.
- Cycas sancti-lasallei Agoo & Madulid
- Cycas saxatilis K.D.Hill & A.Lindstr.
- Cycas schumanniana Lauterb.
- Cycas scratchleyana F.Muell.
- Cycas seemannii A.Braun
- Cycas segmentifida D.Y.Wang & C.Y.Deng
- Cycas semota K.D.Hill
- Cycas seshachalamensis P.V.C.Rao, N.V.S.Prasad, P.M.Babu, K.Prassad & Prasanna
- Cycas sexseminifera F.N.Wei
- Cycas siamensis Miq.
- Cycas silvestris K.D.Hill
- Cycas simplicipinna (Smitinand) K.D.Hill
- Cycas sphaerica Roxb.
- Cycas sundaica Miq. ex A.Lindstr. & K.D.Hill
- Cycas szechuanensis W.C.Cheng & L.K.Fu
- Cycas taiwaniana Carruth.
- Cycas tanqingii D.Y.Wang
- Cycas tansachana K.D.Hill & S.L.Yang
- Cycas terryana P.I.Forst.
- Cycas thouarsii R.Br.
- Cycas tropophylla K.D.Hill & P.K.Lôc
- Cycas tuckeri K.D.Hill
- Cycas vespertilio A.Lindstr. & K.D.Hill
- Cycas wadei Merr.
- Cycas xipholepis K.D.Hill
- Cycas yorkiana K.D.Hill
- Cycas zambalensis Madulid & Agoo
- Cycas zeylanica (J.Schust.) A.Lindstr. & K.D.Hill* Cycas aculeata K.D.Hill & H.T.Nguyen
- Cycas aenigma K.D.Hill & A.Lindstr.
- Cycas angulata R.Br.
- Cycas annaikalensis Rita Singh & P.Radha
- Cycas apoa K.D.Hill
- Cycas arenicola K.D.Hill
- Cycas armstrongii Miq.
- Cycas arnhemica K.D.Hill
- Cycas badensis K.D.Hill
- Cycas balansae Warb.
- Cycas basaltica C.A.Gardner
- Cycas beddomei Dyer
- Cycas bifida (Dyer) K.D.Hill
- Cycas bougainvilleana K.D.Hill
- Cycas brachycantha K.D.Hill, H.T.Nguyen & P.K.Lôc
- Cycas brunnea K.D.Hill
- Cycas cairnsiana F.Muell.
- Cycas calcicola Maconochie
- Cycas campestris K.D.Hill
- Cycas canalis K.D.Hill
- Cycas candida K.D.Hill
- Cycas cantafolia Jutta, K.L.Chew & Saw
- Cycas chamaoensis K.D.Hill
- Cycas changjiangensis N.Liu
- Cycas chenii X.Gong & Wei Zhou
- Cycas chevalieri Leandri
- Cycas circinalis L.
- Cycas clivicola K.D.Hill
- Cycas collina K.D.Hill, H.T.Nguyen & P.K.Lôc
- Cycas condaoensis K.D.Hill & S.L.Yang
- Cycas conferta Chirgwin
- Cycas couttsiana K.D.Hill
- Cycas cupida P.I.Forst.
- Cycas curranii (J.Schust.) K.D.Hill
- Cycas darshii R.C.Srivast. & Jana
- Cycas debaoensis Y.C.Zhong & C.J.Chen
- Cycas desolata P.I.Forst.
- Cycas dharmrajii L.J.Singh
- Cycas diannanensis Z.T.Guan & G.D.Tao
- Cycas distans P.I.Forst. & B.Gray
- Cycas divyadarshanii Khuraijam & Rita Singh
- Cycas dolichophylla K.D.Hill, H.T.Nguyen & P.K.Lôc
- Cycas edentata de Laub.
- Cycas elephantipes A.Lindstr. & K.D.Hill
- Cycas elongata (Leandri) D.Y.Wang
- Cycas falcata K.D.Hill
- Cycas ferruginea F.N.Wei
- Cycas flabellata Agoo, Madulid & J.R.Callado
- Cycas fugax K.D.Hill, H.T.Nguyen & P.K.Lôc
- Cycas furfuracea W.Fitzg.
- Cycas glauca Miq.
- Cycas guizhouensis K.M.Lan & R.F.Zou
- Cycas hoabinhensis L.K.Phan & H.T.Nguyen
- Cycas hongheensis S.Y.Yang & S.L.Yang
- Cycas indica A.Lindstr. & K.D.Hill
- Cycas inermis Lour.
- Cycas javana (Miq.) de Laub.
- Cycas lacrimans A.Lindstr. & K.D.Hill
- Cycas lane-poolei C.A.Gardner
- Cycas laotica T.H.Nguyên & K.S.Nguyen
- Cycas lindstromii S.L.Yang, K.D.Hill & Hiep
- Cycas × longipetiolula D.Y.Wang
- Cycas maconochiei Chirgwin & K.D.Hill
- Cycas macrocarpa Griff.
- Cycas media R.Br.
- Cycas megacarpa K.D.Hill
- Cycas micholitzii Dyer
- Cycas micronesica K.D.Hill
- Cycas mindanaensis Agoo, Madulid & J.R.Callado
- Cycas montana A.Lindstr. & K.D.Hill
- Cycas × multifrondis D.Y.Wang
- Cycas multipinnata C.J.Chen & S.Y.Yang
- Cycas nathorstii J.Schust.
- Cycas nayagarhensis Rita Singh, P.Radha & Khuraijam
- Cycas nitida K.D.Hill & A.Lindstr.
- Cycas nongnoochiae K.D.Hill
- Cycas ophiolitica K.D.Hill
- Cycas orientis K.D.Hill
- Cycas orixensis (Haines) Rita Singh & Khuraijam
- Cycas pachypoda K.D.Hill
- Cycas panzhihuaensis L.Zhou & S.Y.Yang
- Cycas papuana F.Muell.
- Cycas pectinata Buch.-Ham.
- Cycas petraea A.Lindstr. & K.D.Hill
- Cycas platyphylla K.D.Hill
- Cycas pranburiensis S.L.Yang, W.Tang, K.D.Hill & P.Vatcharakorn
- Cycas pruinosa Maconochie
- Cycas pschannae R.C.Srivast. & L.J.Singh
- Cycas revoluta Thunb.
- Cycas riuminiana M.Porte ex Regel
- Cycas rumphii Miq.
- Cycas sancti-lasallei Agoo & Madulid
- Cycas saxatilis K.D.Hill & A.Lindstr.
- Cycas schumanniana Lauterb.
- Cycas scratchleyana F.Muell.
- Cycas seemannii A.Braun
- Cycas segmentifida D.Y.Wang & C.Y.Deng
- Cycas semota K.D.Hill
- Cycas seshachalamensis P.V.C.Rao, N.V.S.Prasad, P.M.Babu, K.Prassad & Prasanna
- Cycas sexseminifera F.N.Wei
- Cycas siamensis Miq.
- Cycas silvestris K.D.Hill
- Cycas simplicipinna (Smitinand) K.D.Hill
- Cycas sphaerica Roxb.
- Cycas sundaica Miq. ex A.Lindstr. & K.D.Hill
- Cycas szechuanensis W.C.Cheng & L.K.Fu
- Cycas taiwaniana Carruth.
- Cycas tanqingii D.Y.Wang
- Cycas tansachana K.D.Hill & S.L.Yang
- Cycas terryana P.I.Forst.
- Cycas thouarsii R.Br.
- Cycas tropophylla K.D.Hill & P.K.Lôc
- Cycas tuckeri K.D.Hill
- Cycas vespertilio A.Lindstr. & K.D.Hill
- Cycas wadei Merr.
- Cycas xipholepis K.D.Hill
- Cycas yorkiana K.D.Hill
- Cycas zambalensis Madulid & Agoo
- Cycas zeylanica (J.Schust.) A.Lindstr. & K.D.Hill